# SYLK
SYLK bzw. SLK steht für SYmbolic LinK und ist ein von Microsoft definiertes Austauschformat insbesondere für Tabellenkalkulationsdaten. Entsprechende Dateien tragen die Endung .slk. SYLK-Dateien enthalten nur Buchstaben aus dem ANSI-Codeset und sind daher direkt lesbar. Da Microsoft keine offizielle Spezifikation veröffentlicht hat, wird für den Datenaustausch üblicherweise das simplere CSV-Format bevorzugt.